# Концур, Григорий Васильевич
Григо́рий Васи́льевич Ко́нцур (2 мая 1941, Запорожская область — 8 марта 2020, Красноярск) — советский, российский оперный певец (бас), педагог, солист Красноярского государственного театра оперы и балета.  Заслуженный артист Тувинской АССР.

## Биография
Родился 2 мая 1941 года в селе Водяное Днепровского района Запорожской области.
Окончил Одесскую консерваторию по классу вокала. Служил солистом Донецкого и Воронежского театров оперы и балета.
С 1978 года служил в Красноярском государственном театре оперы и балета; одновременно преподавал в Красноярском институте искусств и в Красноярском училище искусств имени П. И. Иванова-Радкевича.
Скончался 8 марта 2020 года. Похоронен на Бадалыкском кладбище Красноярска.

## Творчество
Обладал редким по красоте тембра и диапазону басом, разносторонними актёрскими способностями. Исполнил более сорока пяти партий.
Донецкий театр оперы и балета
- Лепорелло («Дон Жуан» Моцарта; дебют)

Красноярский театр оперы и балета
- Борис Годунов («Борис Годунов» М. Мусоргского)
- Борис Годунов («Царская ложа» на основе опер М. Мусорского «Борис Годунов» и «Хованщина») — премьера
- Базилио («Севильский цирюльник» Дж. Россини)
- Мефистофель («Фауст» Ш. Гуно)
- Рене («Иоланта» П. Чайковского)
- Кончак («Князь Игорь» А. Бородина)
- Гремин («Евгений Онегин» П. Чайковского)
- Сусанин («Жизнь за царя» М. Глинки)
- Феррандо («Трубадур» Дж. Верди)
- Жрец («Аида» Дж. Верди)
- Сват («Проданная невеста» Б. Сметаны)
- Мельник («Русалка» А. Даргомыжского)
- Полоний («Гамлет» С. Слонимского) — 1993, мировая премьера.

Исполнял романсы, русские и украинские народные песни. В 1980-е годы гастролировал в Германии, Дании, Испании, Португалии.